# ピリン
ピリン（Pilin）は、細菌の性繊毛や線毛を構成する繊維タンパク質の一種である。細菌の性繊毛は接合による細菌個体間での遺伝物質の交換で使われる。線毛は性繊毛より短く、細胞の付着機構に関わる。全ての細菌が性繊毛と線毛のどちらかを必ずしも持つわけではないが、普通、病原細菌は線毛を有しており、宿主細胞への付着に利用する。グラム陰性細菌の場合、一般的に性繊毛を有しており、個々のピリンは非共有結合のタンパク質間相互作用で繋がり性繊毛を構成する。対して、グラム陽性細菌の性繊毛はピリンの重合体であり、共有結合で繋がっている。
ピリンの多くはα+βタンパク質であり、N末端の非常に長いαヘリックスで特徴づけられている。ピリンがうまく組み立てられて性繊毛となるかどうかは、個々のピリン単量体のN末端のαヘリックスの相互作用に依存する。性繊毛は、外側を逆平行βシートで覆われ、内部では中心の一つの孔を囲む繊維の中央にあるヘリックスを隔離する構造となっている。ピリン単量体からどのように性繊毛が組み立てられるのかその詳細の機構は明らかになってないが、ピリンのいくつかのタイプはシャペロンタンパク質であり、特定のアミノ酸が性繊毛の形成の際に必要とされる。

## イソペプタグ
グラム陽性細菌の性繊毛はイソペプチド結合によって自発的に形成される。この結合はピリンタンパク質の機械的なタンパク質分解に対する安定性を高める。化膿レンサ球菌Streptococcus pyogenes のピリンタンパク質は2つのフラグメントに切断され、イソペプタグ(isopeptag)と呼ばれる分子に変化する。イソペプタグは目的のタンパク質に接着し、自発的にイソペプチド結合を形成することでそのタンパク質と結合することができる短いペプチドである。このペプチドを用いることで、目的のタンパク質を標的にして共有結合で単離することが可能となる。

## ComPピリン
細菌は形質転換を行うことで、隣接した細胞からDNAを受け取り、相同組換えによってそのDNAを自身のゲノムに取り込むことができる。髄膜炎菌Neisseria meningitidesでは形質転換にはDNA供与体のコーディング領域に9-10塩基長のDNA取込み配列(DNA uptake sequence (DUS))が必要である。DUSの特異的な認識はIV型ピリンであるComPによって媒介される。髄膜炎菌のIV型性繊毛は、繊維表面に露出していると考えられている電子陽性の領域を経由してComPを介してDNAと結合する。ComPはDUSに選択的に優先的に結合する。N. meningitidesゲノムのDUSの分布は特定の遺伝子の取り込みを促進するようになっている。おそらくゲノムの維持と修復に関与する遺伝子に偏っていることが示唆されている。

## ピリン前駆体分解酵素
ピリン前駆体分解酵素 (Prepilin peptidase：PilD、EC 3.4.23.43)とはIV型ピリン前駆体を基質とするタンパク質分解酵素の一つである。この酵素は、IV型ピリン前駆体のN末端にある5-8残基のリーダーペプチドにおけるグリシン－フェニルアラニン間の結合を切断し、このN末端を除去し、さらにS-アデノシル-L-メチオニンをメチル基の供給元として前駆体の新しいN末端アミノ基をメチル化する。この酵素は多くの細菌の表面に存在する。IV型ピリン前駆体は病原性のグラム陰性細菌の多くで一般的な分泌経路に不可欠な成分である。
Pseudomonas aeruginosa由来においてこの酵素はIV型性繊毛の生合成と細胞外タンパク質（外毒素や細胞外酵素など）の分泌の決定因子である。これらの機能のほか、ピリン前駆体およびピリン前駆体様タンパク質は広範囲の細菌で共通してみられ、IV型線毛の形成、他の個体への遺伝子導入、およびバイオフィルム形成に必要とされる。ピリン前駆体分解酵素は他のタンパク質分解酵素と異なり、2本鎖アスパラギン酸分解酵素ファミリーの代表的酵素である。